# Wilhelm Tham (historiker)
Wilhelm Richard Sebastian Tham, född den 14 november 1907 i Skövde, död den 23 juli 1983 i Stockholm, var en svensk historiker. Han tillhörde ätten Tham och var far till Carl Tham.

## Biografi
Tham avlade filosofisk ämbetsexamen vid Lunds universitet 1929 och filosofie licentiatexamen vid Stockholms högskola 1932. Han promoverades till filosofie doktor 1936. Tham var lärare vid Solbacka internatskola 1933–1934, vid Saltsjöbadens samskola 1934–1939, adjunkt där 1940–1943 och lektor där 1943–1952. Han var planeringschef vid Radiotjänst 1948–1951, chef för skolavdelningen vid P.A. Norstedt & Söner 1951–1972 och samtidigt vice verkställande direktör där 1969–1972. Tham var ledamot av riddarhusdirektionen 1956–1968, styrelseledamot i Svenska historiska föreningen från 1958 och styrelseordförande i Association Européenne de Matériel Didactique från 1967. Han var en av grundarna av Svenska nationalkommittén för genealogi och heraldik 1972. Tham invaldes som ledamot av Samfundet för utgivande av handskrifter rörande Skandinaviens historia. Han blev riddare av Vasaorden 1963.